# Dolina Champlain

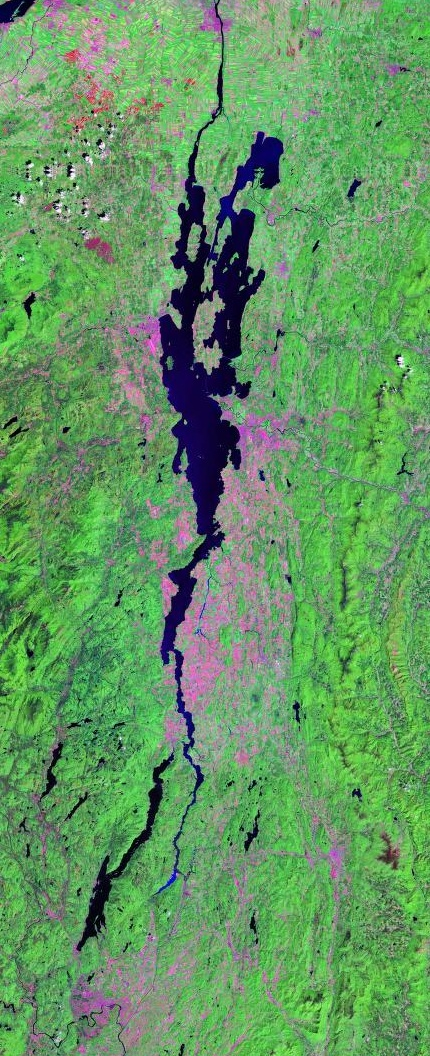
Zdjęcie satelitarne Doliny Champlain

Dolina Champlain (ang. Champlain Valley) – region geograficzny w Stanach Zjednoczonych wokół jezior Champlain i George na granicy stanów Vermont i Nowy Jork rozciągający się na północ aż po prowincję Quebec w Kanadzie. Jest fragmentem zlewni Rzeki Świętego Wawrzyńca łącząc się z doliną rzeki Richelieu, która uchodzi do Rzeki Świętego Wawrzyńca w Sorel-Tracy, na południowy wschód od Montrealu. Dolina Richelieu – mimo że łączy się z Doliną Champlain – nie jest uważana za jej część.
Dolina Champlain to najgęściej zaludniony region stanu Vermont, rozciągający się na wschód od brzegów jeziora po zbocza Green Mountains. Burlington, największe miasto stanu, znajduje się nad brzegiem jeziora, a otaczające je przedmieścia zajmują środkową część doliny. Jednak poza zurbanizowanym hrabstwem Chittenden Dolina Champlain stanowi region rolniczy (wypas bydła, zasiewy zbóż i roślin przemysłowo-pastewnych), najbardziej produktywny obszar tego stanu.
Nowojorską część Doliny Champlain Valley stanowią wschodnie fragmenty hrabstw Clinton i Essex. Większość tego obszaru zajmuje Park Stanowy Adirondack, skąd roztacza się wspaniały widok na najwyższe szczyty pasma Adirondack, przy czym brzegi jeziora Champlain są stosunkowo słabo zurbanizowane. Miasto Plattsburgh znajduje się na północy, zaś historyczne miasto Ticonderoga na południowym krańcu regionu.
Dolina Champlain jest jedną z najdalej na północ wysuniętych dolin składających się na Dolinę Appalaską, która sięga od Kanady po Alabamę. Stanowi jednocześnie odgałęzienie większej Doliny Rzeki Świętego Wawrzyńca, gdzie ma swój północny koniec łańcuch górski Appalachów. W sąsiednim stanie odpowiednikiem Doliny Champlain jest region fizjograficzny Nizin Vermonckich, które na południu przechodzą w szeroką Dolinę Vermont. Podłoże dolin stanowią skały osadowe, przede wszystkim wapienie i łupki, chociaż nie brak tu również skał metamorficznych jak na przykład marmuru.